# Сальпиды
Сальпиды, или сальпы (лат. Salpida), — отряд оболочников из класса сальп, в который включают единственное семейство Salpidae. Свободноплавающие морские существа, обитающие главным образом в поверхностных водах океана (до глубины в несколько сотен метров), где иногда образуют огромные скопления. Всего известно около 30 видов сальпид. Они обитают во всех океанах, кроме Северного Ледовитого. Обладают способностью светиться (за счёт симбиотических бактерий). Питаются фитопланктоном. Служат пищей некоторым рыбам и морским черепахам.

## Строение

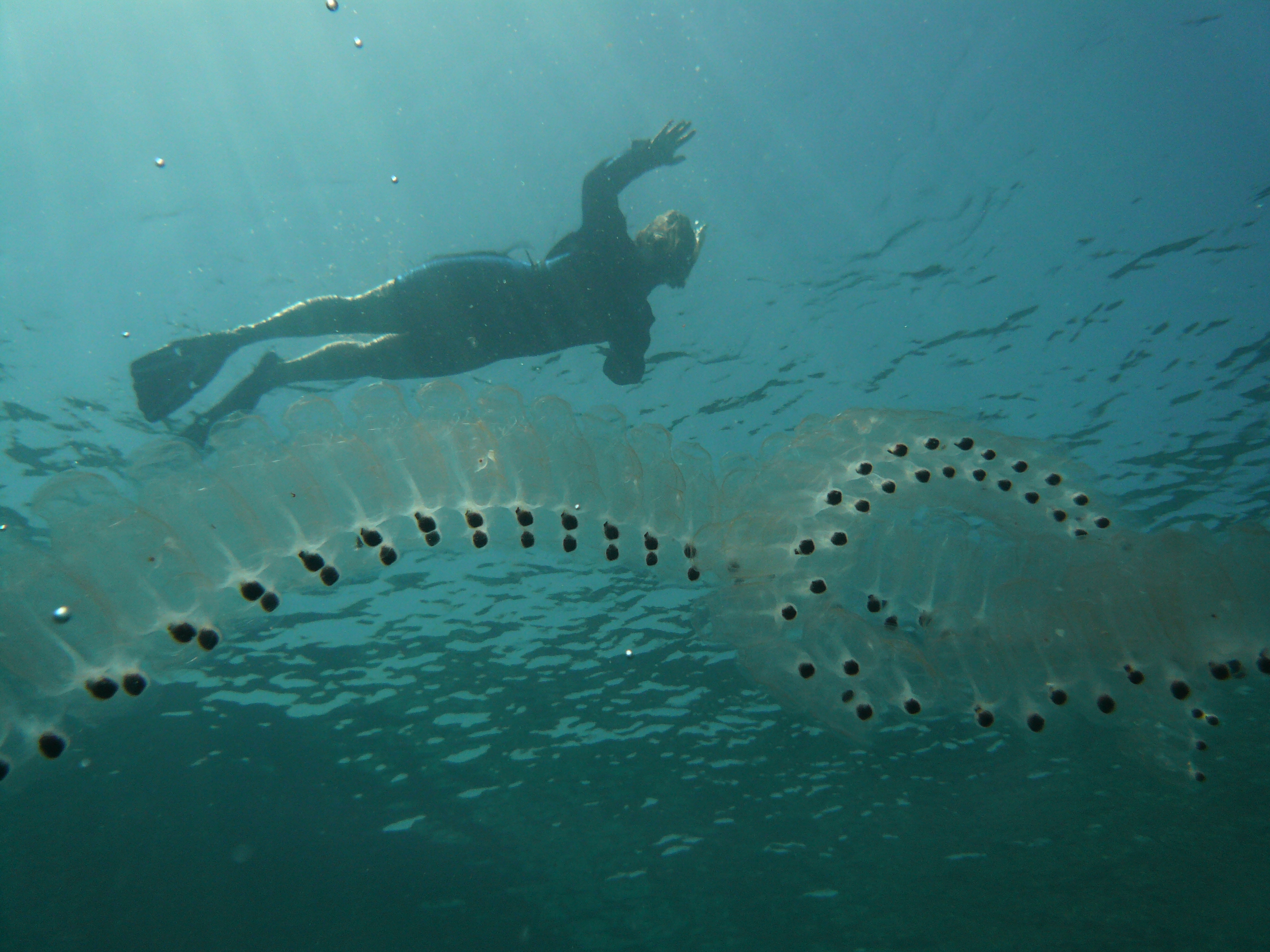
Человек и сальпы

Тело цилиндрическое, длина от нескольких миллиметров до 33 см, покрыто прозрачной туникой, сквозь которую просвечивают ленты кольцевых мышц и кишечник. На противоположных концах тела расположены отверстия сифонов — ротового, ведущего в обширную глотку, и клоакального. Сердце на брюшной стороне. Кровеносная система незамкнутая. Нервная система — надглоточный ганглий с отходящими от него нервами. Над ним светочувствительный орган (глазок).

## Размножение и жизненный цикл
Жизненный цикл сальпид был описан ещё в 1819 году немецким естествоиспытателем Адельбертом фон Шамиссо. Прохождение цикла сопровождается чередованием полового и бесполого поколений. В теле гермафродитной половой особи — бластозооида — из единственного яйца развивается особь бесполого поколения — оозооид. По окончании развития оозооид покидает материнскую особь и приступает к почкованию новых бластозооидов на специализированном выросте — столоне. Цепочки бластозооидов отрываются от столона и существуют в виде колоний, включающих до нескольких сот особей.

## Классификация
На февраль 2018 года к отряду относят следующие таксоны до рода включительно:
- Семейство Salpidae Lahille, 1888
  - Подсемейство Cyclosalpinae Yount, 1954
    - Род Cyclosalpa de Blainville, 1827 [syn. Orthocoela Macdonald, 1864, Pyrosomopsis Macdonald, 1864]
    - Род Helicosalpa Todaro, 1902

  - Подсемейство Salpinae Lahille, 1888
    - Род Brooksia Metcalf, 1918
    - Род Iasis Savigny, 1816 [syn. Weelia Yount, 1954]
    - Род Ihlea Metcalf, 1919 [syn. Apsteinia Metcalf, 1918]
    - Род Metcalfina Ihle & Ihle-Landenberg, 1933
    - Род Pegea Savigny, 1816 [syn. Phylacus Westerlund, 1887, Pseudazeca L. Pfeiffer, 1877]
    - Род Ritteriella Metcalf, 1919 [syn. Ritteria Metcalf, 1918]
    - Род Salpa Forskål, 1775 [syn. Biphora Bruguière, 1789, Dagysa Banks & Solander in Hawkesworth, 1773]
    - Род Soestia Kott, 1998 [syn. Holothurium sensu Pallas, 1774]
    - Род Thalia Blumenbach, 1798 [syn. Dubreuillia Lesson, 1832]
    - Род Thetys Tilesius, 1802
    - Род Traustedtia Metcalf, 1918